# Pterolepis parnassifolia
Pterolepis parnassifolia là một loài thực vật có hoa trong họ Mua. Loài này được (DC.) Triana miêu tả khoa học đầu tiên năm 1871.